# Trapiche (Vélez-Málaga)
Trapiche, est une municipalité de 392 habitants selon le (INE) en 2012, appartenant à la commune de Vélez-Málaga, dans la province de Málaga, l'Andalousie, l'Espagne.
Elle est apparue à partir de 1724, autour d'un trapiche à celui qu'on doit son nom. Il s'agit d'un noyau rural, éminemment agricole, avec des maisons baisses. Le bâtiment principal est l'Église de San Isidro, bâtie entre 1857 et 1860.

## Transport Public
El Trapiche se communique avec les villes de Málaga, Vélez-Málaga, Periana et Riogordo à travers les suivantes lignes de bus interurbains qui circulent par son territoire:
| Ligne | Trajet                                          | Parcours et horaires | Carte des lignes |
| ----- | ----------------------------------------------- | -------------------- | ---------------- |
| M-364 | Málaga-Periana (à travers Torre de Benagalbón   | Parcours et horaires | Carte            |
| M-365 | Málaga-Riogordo (à travers Torre de Benagalbón) | Parcours et horaires | Carte            |